# 가톨릭 후쿠오카 교구
가톨릭 후쿠오카 교구(일본어: カトリック福岡教区, 라틴어: Dioecesis Fukuokaensis)는 나가사키 관구의 교구이다.

## 연혁
- 1927년 7월 16일 나가사키 교구에서 후쿠오카현, 사가현, 쿠마모토현, 미야자키현, 가고시마현을 분리하여, 후쿠오카 교구로 설정되어 파리 외방전교회에 위탁되었다.교구장은 페르난드 주교이다.
- 1928년 3월 29일, 미야자키현, 가고시마현을 분할 살레시오 수도회에 위탁하였다.
- 1930년, 알베르트 주교가 임명되었다,
- 1941년, 알베리토주교의 사임으로, 후카호리 센에몬 신부가 후임 교구장에 임명되었다.
- 1944년 5월 28일, 후카오리 신부가 주교에 서품되었다.
- 1969년 11월 15일, 후카오리 주교의 교구장 사임으로, 후임에는 오이타 교구장인 히라타 사부로 주교가 임명되었다.
- 1990년, 히라타 주교의 사임으로 나가사키 대교구 보좌 주교인 마츠나가 히사지로 주교가 교구장에 임명되었다.
- 2006년, 히라타 주교의 서거로 카와카미 신부가 교구장대리를 맡았다.
- 2008년 3월 19일, 오이타교구의 미야하라 주교가 후쿠오카 교구장에 임명되었다.
- 2020년 4월 14일, 오사카 대교구 보좌 주교인 요셉 아베이야 주교가 후쿠오카 교구장에 임명되었다.

## 관할 구역
후쿠오카현(福岡県), 사가현(佐賀県), 구마모토현(熊本県)

## 역대 교구장
- 초대 페르난드-진-조셉 주교(Fernand-Jean-Joseph Thiry) (1927.07.14–1930.05.10)
- 2대 알베르토 헨리 찰스 주교(Albert Henri Charles Breton) (1931.06.09–1941.01.16)
- 3대 후카호리 센예몬(도미니코) 주교(深堀仙右衛門, 1941~1969.11.15)
- 4대 히라타 사부로(베드로) 주교 (平田三郎, 1969.11.15–1990.10.06)
- 5대 마츠나가 히사지로(요셉) 주교 (松永久次郎, 1990.10.06–2006.06.02)
- 6대 미야하라 료지(도미니코) 주교 (宮原良治, 2008.03.19~2019,04,29)